# 富爾語族
非洲的富爾語族（英語：或）擁有一系列相互聯係的小型語言分支，被學者提議爲尼羅-撒哈拉語系的一個語族。1983年時，蘇丹共和國西部地區約有50萬富爾語使用者，而富爾語族的另一成員“Amdang”語（或稱Mimi語）在乍得東部也有5千名使用者。